# Bert Heemskerk
Hubertus Maria Heemskerk (Noordwijkerhout, 13 april 1943 - Noordwijk, 22 maart 2011) was een Nederlands bankier.
Na het behalen van zijn gymnasiumdiploma studeerde hij onder andere filosofie, theologie en bedrijfseconomie. Bert Heemskerk werkte van 1969 tot 1991 bij de AMRO Bank, een van twee rechtsvoorgangers van de ABN AMRO. Heemskerk was van 1991 tot 2002 bestuursvoorzitter van Van Lanschot. Daarna was hij van 2002 tot 2009 bestuursvoorzitter van de Rabobank.
Heemskerk was getrouwd en had acht kinderen. 